# Línea Maranguape del Metro de Fortaleza
La línea Maranguape: Maranguape - Jereissati es una de las líneas del metro de Fortaleza.

## Estaciones
| Sigla | Estación   | Comentarios                                                         |
| ----- | ---------- | ------------------------------------------------------------------- |
| ---   | Maranguape | En estudio.                                                         |
| ---   | Jereissati | En estudio, futura integración gratuita con la Línea Sur del Metro. |